# Begoña Muruaga Laca
Begoña Muruaga Laca (Bermeo, 1953) es una filóloga vasca y feminista impulsora del Fórum Feminista María de Maeztu.

## Biografía
Nació en Bermeo, en 1953, y en 1975 se trasladó a vivir a Bilbao.Es licenciada en Filología Vasca por la Universidad del País Vasco.

### Trayectoria profesional
Su vida profesional ha estado vinculada con el euskera en diversas facetas, desde profesora en AEK o en el Ayuntamiento de Vitoria,hasta técnica de normalización lingüística en la Diputación Foral de Álava. Desde el año 2010 hasta el final de la legislatura fue directora de Promoción del Euskera del Departamento de Cultura del Gobierno Vasco.Terminó su carrera profesional como técnica de cultura en la Casa de Cultura Ignacio Aldecoa de la capital alavesa.

### Trayectoria feminista
Desde finales de los 70 empezó a participar en el movimiento feminista y, en 1977, se integró en la Asamblea de Mujeres de Álava.
Es cofundadora del Fórum Feminista María de Maeztu.Este proyecto surgió cuando, en 1986, mujeres de distintos ámbitos profesionales y políticos se reunieron en Zarautz para exigir al Gobierno vasco que desarrollara la competencia en materia de igualdad que tenía transferida. A raíz de una propuesta que ellas presentaron a todos los partidos políticos del Parlamento vasco, se creó Emakunde, Instituto vasco de la Mujer, logro que les llevó a constituirse en la citada asociación, en la que sigue participando.
Además de algunas publicaciones en revistas y obras colectivas,es colaboradora habitual de diferentes medios de comunicación del País Vasco. Ha escrito, por ejemplo, numerosos artículos de opinión en El Correo,y en la revista Galde,y ha intervenido con frecuencia en emisoras de radio (Radio Vitoria-EITB,Cadena Ser). Ha colaborado en la Enciclopedia Auñamendi, y ha impartido numerosas conferencias.

## Premios y reconocimientos
- 1990 Primer premio Emakunde en el apartado de Radio al «Espacio de Mujer» de RNE Radio 5, dentro del magazín «La Tarde».[13]
- 1990 Tercer premio Emakunde en el apartado de Periodismo, por sus artículos en diferentes diarios de la Comunidad Autónoma Vasca.[13]
- 2013 Alavesa de octubre, reconocimiento de El Correo, por fundar el Fórum Feminista María de Maeztu.[14]